# Wavelength (álbum)
Wavelength es la cuarta banda sonora compuesta por el grupo alemán de música electrónica Tangerine Dream. Publicada en 1983 por el sello Varèse Sarabande para la película homónima de ciencia ficción dirigida por Mike Gray e interpretada por Robert Carradine, Cherie Currie y Keenan Wynn destaca por incluir la composición más breve de toda la trayectoria del grupo: «Alien Voices» de 16 segundos.

## Producción
Wavelength narra la historia de una joven pareja que, tras descubrir la existencia de un grupo de alinenígenas con apariencia infantil retenidos en una estación militar secreta, deciden ayudarlos en su liberación. Tangerine Dream, integrado entonces por Edgar Froese, Christopher Franke y Johannes Schmoelling, aportó composiciones y paisajes sonoros breves e inusuales que, en algunas ocasiones, son remezclas o extractos de otras composiciones previas.
El álbum fue publicado originalmente en disco de vinilo y disco compacto a partir de masters originales analógicos con fabricación en Japón. Ha sido reeditado con posterioridad siendo su última edición oficial publicada en 2014 por el sello especializado en bandas sonoras La-La Land Records. En esta ocasión incluía un extenso libreto de 20 páginas escrito por Randall D. Larson con detalles sobre la producción de la película, la música, fotografías del rodaje o un nuevo diseño gráfico.

## Lista de canciones
| N.º   | Título                      | Escritor(es)                                         | Duración |  |
| 1.    | «Alien Voices»              | Christopher Franke Edgar Froese Johannes Schmoelling | 0:16     |  |
| 2.    | «Wavelength Main Title»     | Christopher Franke Edgar Froese Johannes Schmoelling | 1:54     |  |
| 3.    | «Desert Drive»              | Christopher Franke Edgar Froese Johannes Schmoelling | 2:00     |  |
| 4.    | «Mojave End Title»          | Christopher Franke Edgar Froese Johannes Schmoelling | 3:59     |  |
| 5.    | «Healing»                   | Christopher Franke Edgar Froese Johannes Schmoelling | 2:23     |  |
| 6.    | «Breakout»                  | Christopher Franke Edgar Froese Johannes Schmoelling | 1:09     |  |
| 7.    | «Alien Goodbyes»            | Christopher Franke Edgar Froese Johannes Schmoelling | 1:50     |  |
| 8.    | «Spaceship»                 | Christopher Franke Edgar Froese Johannes Schmoelling | 2:18     |  |
| 9.    | «Church Theme»              | Christopher Franke Edgar Froese Johannes Schmoelling | 3:41     |  |
| 10.   | «Sunset Drive»              | Christopher Franke Edgar Froese Johannes Schmoelling | 3:23     |  |
| 11.   | «Airshaft»                  | Christopher Franke Edgar Froese Johannes Schmoelling | 3:10     |  |
| 12.   | «Alley Walk»                | Christopher Franke Edgar Froese Johannes Schmoelling | 2:55     |  |
| 13.   | «Cyro Lab»                  | Christopher Franke Edgar Froese Johannes Schmoelling | 2:13     |  |
| 14.   | «Running Through The Hills» | Christopher Franke Edgar Froese Johannes Schmoelling | 1:30     |  |
| 15.   | «Campfire Theme»            | Christopher Franke Edgar Froese Johannes Schmoelling | 1:23     |  |
| 16.   | «Mojave End Title Reprise»  | Christopher Franke Edgar Froese Johannes Schmoelling | 3:51     |  |
| 37:55 |                             |                                                      |          |  |

## Personal
- Christopher Franke - interpretación, ingeniería de grabación y producción
- Edgar Froese - interpretación, ingeniería de grabación y producción
- Johannes Schmoelling - interpretación, ingeniería de grabación y producción
- Karen Stone - coordinación de producción
- Michele Stone - masterización
- Jared Held - masterización
- Ric Hancock - masterización
- James M. Rosenfield - producción
- David M. Hamilton - técnico